# Wairoa Falls
Die Wairoa Falls sind ein Wasserfall in der Region Auckland auf der Nordinsel Neuseelands. Er liegt am Westrand der Hunua Ranges im Gebiet der Ortschaft Hunua. Seine Fallhöhe beträgt rund 6 Meter. Die bekannteren Hunua Falls liegen wenige Kilometer nördlich von ihm.
Vom New Zealand State Highway 1 führt die Ausfahrt zur Ortschaft Papakura über die Beach Road, Settlement Road, Dominion Road und Hunua Road zur ungepflasterten Otau Valley Road. An letzterer befindet sich nach 100 Metern ein Besucherparkplatz. Von hier aus führt ein unbeschildeter Wanderweg in fünf Gehminuten zum Wasserfall.